# Hirving Lozano
Pour les articles homonymes, voir Lozano.
Hirving Rodrigo Lozano Bahena, plus couramment appelé Hirving Lozano, né le 30 juillet 1995 à Mexico au Mexique, est un footballeur international mexicain évoluant au poste d'attaquant au San Diego FC.

## Biographie

### Carrière en club

#### CF Pachuca (2014-2017)
Né à Mexico au Mexique, Hirving Lozano entame sa carrière professionnelle avec le CF Pachuca, où il a été formé.
Lozano joue son premier match en professionnel le 16 janvier 2014, lors d'une rencontre de coupe du Mexique face au Cruz Azul FC. Il est titularisé et les deux équipes se neutralisent (1-1 score final).

#### PSV Eindhoven (2017-2019)
En juillet 2017, Hirving Lozano s'engage pour six ans (jusqu'en 2023) au PSV Eindhoven, pour un montant estimé à 8 millions d'euros. Il était pourtant annoncé comme sur les tablettes de Manchester United et de Manchester City.
Il joue son premier match sous ses nouvelles couleurs le 27 juillet 2017, lors d'une rencontre qualificative pour la Ligue Europa face aux croates du NK Osijek. Il entre en jeu à la place de Bart Ramselaar et son équipe s'incline sur le score de un but à zéro ce jour-là. Sa première apparition en Eredivisie a lieu le 12 août suivant, lors de la première journée de la saison 2017-2018 face à l'AZ Alkmaar. Titulaire sur l'aile droite de l'attaque du PSV, il se distingue en inscrivant son premier but pour son nouveau club, égalisant alors que son équipe était menée d'un but. Le PSV Eindhoven s'impose finalement sur le score de trois buts à deux. Le 30 septembre 2017 il réalise son premier doublé en championnat face à Willem II, contribuant à la victoire de son équipe par quatre buts à zéro. Le 17 février 2018 Lozano est expulsé à la suite d'un contact au visage de Lucas Woudenberg, joueur du SC Heerenveen. Il est suspendu trois matchs pour ce mauvais geste. Il remporte le championnat avec le PSV en 2018, pour sa première saison au club.

#### SSC Naples (2019-2023)
Auteur d'excellentes performances aux Pays-Bas et courtisé par plusieurs grands clubs européens, il rejoint finalement l'Italie.
Le 23 août 2019, Hirving Lozano s'engage pour un contrat de cinq ans avec le SSC Naples. Il fait sa première apparition sous les couleurs de Naples le 31 août 2019, lors de la deuxième journée de la saison 2019-2020 de Serie A face au champion en titre, la Juventus de Turin. Il entre en jeu à la place de Lorenzo Insigne et se fait remarquer en marquant son premier but pour Naples mais son équipe s'incline finalement par quatre buts à trois.

#### Retour au PSV (depuis 2023)
Le dernier jour du mercato d'été 2023, il est transféré au PSV Eindhoven pour un montant de 15 millions d'euros, effectuant ainsi son retour dans le club néerlandais, quatre ans après l'avoir quitté.

#### San Diego FC
Le 6 juin 2024, la toute nouvelle franchise de MLS, le San Diego FC, annonce la venue d'Hirving Lozano. Il est le premier joueur désigné de l'histoire de la franchise et signe un contrat jusqu'en fin 2028 avec le club californien.

### Sélection
Hirving Lozano remporte le championnat de la CONCACAF des moins de 20 ans en 2015 avec l'équipe du Mexique. Lors de la compétition, il inscrit un doublé face à Cuba, avec à la clé une très large victoire (9-1).
Il participe dans la foulée à la Coupe du monde des moins de 20 ans 2015 organisée en Nouvelle-Zélande. Lors du mondial, il joue trois matchs, et inscrit un but face à l'Uruguay.
En 2016, Hirving Lozano est appelé à représenter le Mexique aux Jeux olympiques de Rio, mais son équipe ne passe pas la phase de poules.
Le 4 juin 2018, le sélectionneur du Mexique, Juan Carlos Osorio, dévoile sa liste des 23 joueurs sélectionnés pour Coupe du monde de football 2018, dont fait partie Hirving Lozano. Il est notamment élu homme du match lors de la confrontation avec l'Allemagne notamment car il est le buteur permettant au Mexique de l'emporter. Lors du match suivant (face à la Corée du Sud), il délivre une passe décisive pour Javier Hernández pour le 2-0 (score final: 2-1). Il dispute les quatre matchs du Mexique au Mondial 2018 en tant que titulaire, mais voit son équipe se faire éliminer par le Brésil en huitièmes de finale.
Le 14 novembre 2022, il est sélectionné par Gerardo Martino pour participer à la Coupe du monde 2022.

## Vie personnelle
Hirving Lozano est surnommé Chucky, en référence à la célèbre série de films d'horreur éponyme, car il avait voulu effrayer ses coéquipiers lors d'un tournoi de jeunes.

## Statistiques

### Statistiques détaillées
| Saison                | Club                  | Championnat           | Championnat | Championnat | Championnat | Coupe(s) nationale(s) | Coupe(s) nationale(s) | Coupe(s) nationale(s) | Supercoupe | Supercoupe | Supercoupe | Compétition(s) continentale(s) | Compétition(s) continentale(s) | Compétition(s) continentale(s) | Compétition(s) continentale(s) | Mexique | Mexique | Mexique | Total | Total | Total |
| Saison                | Club                  | Division              | M.          | B.          | P.d.        | M.                    | B.                    | P.d.                  | M.         | B.         | P.d.       | Comp.                          | M.                             | B.                             | P.d.                           | M.      | B.      | P.d.    | M.    | B.    | P.d.  |
| 2013-2014             | CF Pachuca            | Liga MX               | 16          | 2           | 4           | 8                     | 3                     | 0                     | -          | -          | -          | -                              | -                              | -                              | -                              | -       | -       | -       | 24    | 5     | 4     |
| 2014-2015             | CF Pachuca            | Liga MX               | 35          | 8           | 4           | -                     | -                     | -                     | -          | -          | -          | LCC                            | 5                              | 1                              | 2                              | -       | -       | -       | 40    | 9     | 6     |
| 2015-2016             | CF Pachuca            | Liga MX               | 43          | 12          | 7           | 7                     | 0                     | 0                     | -          | -          | -          | -                              | -                              | -                              | -                              | 7       | 1       | 1       | 57    | 13    | 8     |
| 2016-2017             | CF Pachuca            | Liga MX               | 29          | 10          | 4           | -                     | -                     | -                     | -          | -          | -          | LCC                            | 8                              | 8                              | 2                              | 12      | 2       | 0       | 49    | 20    | 6     |
| Sous-total            | Sous-total            | Sous-total            | 123         | 32          | 19          | 15                    | 3                     | 0                     | -          | -          | -          | -                              | 13                             | 9                              | 4                              | 19      | 3       | 1       | 170   | 47    | 24    |
| 2017-2018             | PSV Eindhoven         | Eredivisie            | 29          | 17          | 8           | 3                     | 2                     | 0                     | -          | -          | -          | C3                             | 2                              | 0                              | 0                              | 13      | 5       | 2       | 47    | 24    | 10    |
| 2018-2019             | PSV Eindhoven         | Eredivisie            | 30          | 17          | 8           | 1                     | 0                     | 0                     | 1          | 0          | 0          | C1                             | 8                              | 4                              | 1                              | 3       | 1       | 1       | 43    | 22    | 10    |
| 2019-2020             | PSV Eindhoven         | Eredivisie            | 1           | 0           | 0           | -                     | -                     | -                     | 1          | 0          | 0          | C1+C3                          | 2+1                            | 0                              | 0                              | -       | -       | -       | 5     | 0     | 0     |
| Sous-total            | Sous-total            | Sous-total            | 56          | 28          | 13          | 4                     | 2                     | 0                     | 2          | 0          | 0          | -                              | 13                             | 4                              | 1                              | 16      | 6       | 3       | 91    | 40    | 17    |
| 2019-2020             | SSC Naples            | Serie A               | 26          | 4           | 3           | 1                     | 0                     | 0                     | -          | -          | -          | C1                             | 7                              | 1                              | 0                              | 4       | 1       | 3       | 38    | 6     | 6     |
| 2020-2021             | SSC Naples            | Serie A               | 32          | 11          | 3           | 4                     | 3                     | 1                     | 1          | 0          | 0          | C3                             | 6                              | 1                              | 0                              | 9       | 4       | 2       | 52    | 19    | 6     |
| 2021-2022             | SSC Naples            | Serie A               | 30          | 5           | 5           | 1                     | 0                     | 0                     | -          | -          | -          | C3                             | 6                              | 1                              | 0                              | 10      | 1       | 2       | 47    | 7     | 7     |
| 2022-2023             | SSC Naples            | Serie A               | 34          | 3           | 3           | -                     | -                     | -                     | -          | -          | -          | C1                             | 9                              | 1                              | 1                              | 6       | 2       | 0       | 49    | 6     | 4     |
| Sous-total            | Sous-total            | Sous-total            | 120         | 23          | 14          | 6                     | 3                     | 1                     | 1          | 0          | 0          | -                              | 28                             | 4                              | 1                              | 29      | 7       | 7       | 184   | 37    | 23    |
| 2023-2024             | PSV Eindhoven         | Eredivisie            | 24          | 6           | 3           | 2                     | 0                     | 0                     | -          | -          | -          | C1                             | 7                              | 0                              | 0                              | 6       | 1       | 1       | 39    | 7     | 4     |
| 2024-2025             | PSV Eindhoven         | Eredivisie            | 9           | 4           | 2           | 1                     | 1                     | 0                     | -          | -          | -          | C1                             | 2                              | 0                              | 0                              | -       | -       | -       | 12    | 5     | 2     |
| Sous-total            | Sous-total            | Sous-total            | 33          | 10          | 5           | 3                     | 1                     | 0                     | 0          | 0          | 0          | -                              | 9                              | 0                              | 0                              | 6       | 1       | 1       | 51    | 12    | 6     |
| Total sur la carrière | Total sur la carrière | Total sur la carrière | 329         | 98          | 53          | 28                    | 9                     | 1                     | 3          | 0          | 0          | -                              | 63                             | 17                             | 6                              | 70      | 18      | 12      | 493   | 142   | 72    |

### Buts internationaux
| 1  | 25 mars 2016       | BC Place Stadium, Vancouver, Canada              | Canada            | 0-2 | 0 - 3 | Éliminatoires Coupe du monde 2018          | 2e  |
| 2  | 8 juin 2017        | Stade Azteca, Mexico, Mexique                    | Honduras          | 2-0 | 3 - 0 | Éliminatoires Coupe du monde 2018          | 15e |
| 3  | 24 juin 2017       | Kazan Arena, Kazan, Russie                       | Russie            | 2-1 | 2 - 1 | Coupe des confédérations 2017              | 17e |
| 4  | 1er septembre 2017 | Stade Azteca, Mexico, Mexique                    | Panama            | 1-0 | 1 - 0 | Éliminatoires Coupe du monde 2018          | 20e |
| 5  | 6 octobre 2017     | Stade Alfonso-Lastras, San Luis Potosí, Mexique  | Trinité-et-Tobago | 1-1 | 3 - 1 | Éliminatoires Coupe du monde 2018          | 22e |
| 6  | 10 novembre 2017   | Stade Roi Baudouin, Bruxelles, Belgique          | Belgique          | 2-2 | 3 - 3 | Match amical                               | 23e |
| 7  | 10 novembre 2017   | Stade Roi Baudouin, Bruxelles, Belgique          | Belgique          | 2-3 | 3 - 3 | Match amical                               | 23e |
| 8  | 17 juin 2018       | Stade Loujniki, Moscou, Russie                   | Allemagne         | 1-0 | 1 - 0 | Coupe du monde 2018                        | 29e |
| 9  | 22 mars 2019       | SDCCU Stadium, San Diego, États-Unis             | Chili             | 3-0 | 3 - 1 | Match amical                               | 35e |
| 10 | 12 octobre 2019    | Bermuda National Stadium, Hamilton, Bermudes     | Bermudes          | 1-4 | 1 - 5 | Ligue des nations de la CONCACAF 2019-2020 | 38e |
| 11 | 17 novembre 2020   | Merkur Arena, Graz, Autriche                     | Japon             | 0-2 | 0 - 2 | Match amical                               | 41e |
| 12 | 30 mars 2021       | Wiener Neustadt Arena, Wiener Neustadt, Autriche | Costa Rica        | 0-1 | 0 - 1 | Match amical                               | 43e |
| 13 | 30 mai 2021        | AT&T Stadium, Arlington, États-Unis              | Islande           | 1-1 | 2 - 1 | Match amical                               | 44e |
| 14 | 30 mai 2021        | AT&T Stadium, Arlington, États-Unis              | Islande           | 2-1 | 2 - 1 | Match amical                               | 44e |
| 15 | 11 octobre 2021    | Estadio Azteca, Mexico, Mexique                  | Honduras          | 3-0 | 3 - 0 | Qualifications Coupe du monde 2022         | 50e |
| 16 | 25 septembre 2022  | Rose Bowl Stadium, Pasadena, États-Unis          | Pérou             | 1-0 | 1 - 0 | Match amical                               | 59e |
| 17 | 27 mars 2023       | Estadio Azteca, Mexico, Mexique                  | Jamaïque          | 2-2 | 2 - 2 | Match amical                               | 64e |

## Palmarès

### En club
CF Pachuca
- Vainqueur de la Ligue des champions de la CONCACAF en 2016-2018
- Champion du Mexique en 2016 (Clausura)
- Vice-champion du Mexique en 2014 (Clausura)
- Finaliste de la Supercoupe du Mexique en 2016

 PSV Eindhoven
- Champion des Pays-Bas en 2018 et 2024
- Vice-champion des Pays-Bas en 2019
- Finaliste de la Supercoupe des Pays-Bas en 2018 et 2019

 SSC Naples
- Champion d'Italie en 2023
- Vainqueur de la Coupe d'Italie en 2020
- Finaliste de la Supercoupe d'Italie en 2020

### En sélection
Mexique
- Vainqueur de la Gold Cup en 2021
- Finaliste de la Ligue des nations de la CONCACAF en 2021

 Mexique -20 ans
- Vainqueur du championnat de la CONCACAF des moins de 20 ans en 2015

### Distinctions individuelles
- Meilleur buteur du championnat de la CONCACAF des moins de 20 ans en 2015
- Homme du match contre l'Allemagne lors de la Coupe du monde 2018